# Nübel
Nübel település Németországban, Schleswig-Holstein tartományban. Lakosainak száma 1275 fő (2023. december 31.).

## Népesség
A település népességének változása:
| Lakosok száma | 1249 | 1322 | 1322 | 1297 | 1277 | 1275 |
|               | 1975 | 2017 | 2019 | 2021 | 2022 | 2023 |